# Classic Grand Besançon Doubs
De Classic Grand Besançon Doubs is een eendaagse wielerwedstrijd in Frankrijk. De eerste editie vond plaats in 2021 en werd gewonnen door de Eritreër Biniam Girmay. 
De race vindt medio april plaats, in dezelfde week als de Ronde van de Jura en de Ronde van de Doubs.

## Lijst van winnaars

### Overwinningen per land
| Overwinningen | Land            |
| ------------- | --------------- |
| 3             | Frankrijk       |
| 1             | Eritrea, Spanje |

2021 · 2022 · 2023 · 2024 · 2025